# Eotetranychus pallidus
Eotetranychus pallidus är en spindeldjursart som först beskrevs av Garman 1940.  Eotetranychus pallidus ingår i släktet Eotetranychus och familjen Tetranychidae. Inga underarter finns listade i Catalogue of Life.